# Jean-Marie Floch
Jean-Marie Floch (Paris, 9 de novembro de 1947 – Paris, 10 de abril de 2001) foi um doutor em Ciências sociais e renomado linguista e precursor da Semiótica Plástica ou Visual. Foi um dos colaboradores de Algirdas Julien Greimas na elaboração da teoria semiótica geral e dirigiu por anos o Grupo de Pesquisas Semio-linguísticas (EHESS-CNRS) em Paris. Lecionou na França no ESSEC, no Institut d'études politiques de Paris e na Ecole d’Architecture de Versailles.